# El Canalís de Crespo
El Canalís de Crespo és un nucli de població catalanoparlant del Carxe dins la pedania de la Sarsa. Pràcticament no té població permanent.